# 布蘭琪·林肯
布蘭琪·林肯（英語：Blanche Lincoln，1960年9月30日—）是民主黨籍的美国政治人物，曾任阿肯色州的聯邦參議員。當她在38歲的1998那年當選參議員時，她成為美國史上最年輕的女性參議員。

## 早年生涯
林肯生於阿肯色州菲利普斯郡的海倫娜（Helena）市。她就讀了阿肯色州的公立學校，並且在1982年從維吉尼亞州的藍道夫學院（Randolph College）畢業。並且在阿肯色州大學取得法律學位。林肯的姊姊Mary Lambert則成為了一名電影導演。

## 踏入政壇
在畢業後林肯成為了眾議員比爾·亞麗山大（Bill Alexander）的助理，並且一直擔任這個工作直到1984年。林肯在1992年的民主黨初選中擊敗了亞歷山大，成功繼任了他的眾議員職位。林肯贏得了連任的選舉，並且一直擔任眾議員直到1997年。到了1996年林肯並沒有再度競選連任，因為她當時懷孕了。

## 參議員
在1998年林肯返回政壇，並且著手競選由民主黨參議員Dale Bumpers退休所空出的參議員職位，她在選舉中以55%-42%的票數擊敗了共和黨的對手Fay Boozman。
林肯成為參議院裡財政委員會（Finance Committee）的成員，也加入了衰老問題特別委員會（Special Committee on Aging）、風紀委員會，以及農業、營養與森林委員會（Agriculture, Nutrition, and Forestry Committee），也是社會福利特別小組、鄉村健康委員會、參議院新民主黨人聯盟的成員。
林肯任內關注的焦點主要在於農民和鄉村議題。她也曾大力推動創設三角洲地區管理機構（Delta Regional Authority）來促進密西西比三角洲地區南方的發展。她也是參議院裡民主黨黨團的鄉村關注團的主席。
林肯字認為是民主黨裡的溫和派或中間派，試著以此吸引阿肯色州這樣的南方州裡的中間偏右選民。林肯是民主黨裡少數支持中美洲自由貿易協定（CAFTA）的參議員，同時她也反對許多貿易保護主義的措施。她曾投票支持限制集體訴訟的規模，並且限制了個人宣告破產的規定。雖然最初她是民主黨裡少數投票支持通過2001年減稅法案的議員，但如今她也支持一定程度的減少那次減稅的比率和規模，並且反對讓這次減稅法永久化，她的反對票在2003年差點推翻了共和黨的減稅法案。她批評這次減稅對於有錢人太過優惠，並主張應該減少對那些收入超過$300,000的納稅人的減稅規模。她支持永久的取消地產稅。林肯投票支持通過部份墮胎禁令法，雖然她之前曾經支持另一項編號261的參議院修正案，抵銷了墮胎禁令的效用。她也支持了合法槍械買賣保護法（Protection of Lawful Commerce in Arms Act），禁止隨便對槍械的生產和販賣商提出訴訟。
在2003年，自從同黨的馬克·普萊爾擊敗了共和黨的參議員Tim Hutchinson後，林肯成為阿肯色州的資深參議員一直至今。
在2004年林肯以56%-44%的票數擊敗共和黨提名的州參議員Jim Holt順利當選連任。
在2006年5月林肯投票支持通過S. 2611法案：一項相當具爭議性的移民法案，會將申請H1-B簽證的通過數量幾乎增加兩倍，林肯主張這個法案是試圖調解那些希望將非法移民驅逐出境的人、以及那些希望赦免上百萬偷渡客的人。

## 其他
一些觀察家最初認為林肯可能會是約翰·凱利在2004年美國總統選舉中的競選搭檔，不過最後並沒有實現。林肯與其他8名女性參議員一同合著了Nine and Counting一書，記述她們擔任公職的經驗和生活。林肯的丈夫是史蒂芬·林肯，他們育有兩名兒子，理斯和班奈特。
在2008年美國總統選舉，民主黨也有一些人準備要推舉林肯作為2008年的總統候選人。儘管她同時具有身為女性和南方人的優勢，但公眾所矚目的民主黨女性候選人是另一位來自紐約州的參議員希拉蕊·柯林頓。另外林肯本人似乎也不曾考慮過參選的可能。

## 外部連結
- 參議員布蘭琪·林肯官方網站
- 林肯的參議院投票紀錄 （页面存档备份，存于）
- 林肯2008 - 一個企圖推舉布蘭琪·林肯投入2008年總統選舉的活動
- 華盛頓郵報記載的投票紀錄